# کشتی مین‌جمع‌کن کلاس اوک
کشتی مین‌جمع‌کن کلاس اوک (به انگلیسی: Auk-class minesweeper) یک کلاس از کشتی است که طول آن ۲۲۱ فوت ۲ اینچ (۶۷٫۴۱ متر) می‌باشد.